# 艾河畔圣日耳曼
艾河畔圣日耳曼（法語：Saint-Germain-sur-Ay，法語發音：[sɛ̃ ʒɛʁmɛ̃ syʁ ɛ]）是法国芒什省的一个市镇，属于库唐斯区。

## 地理
艾河畔圣日耳曼（49°14'6"N, 1°35'36"W）面积14.52 平方千米，位于法国诺曼底大区芒什省，该省份为法国西北部沿海省份，西、北、东北三面环大西洋，东起顺时针与卡爾瓦多斯省、奧恩省、马耶讷省和伊勒-维莱讷省接壤。
与艾河畔圣日耳曼接壤的市镇（或旧市镇、城区）包括：艾河畔布雷特维尔、克雷昂斯、莱赛、拉艾。
艾河畔圣日耳曼的时区为UTC+01:00、UTC+02:00（夏令时）。

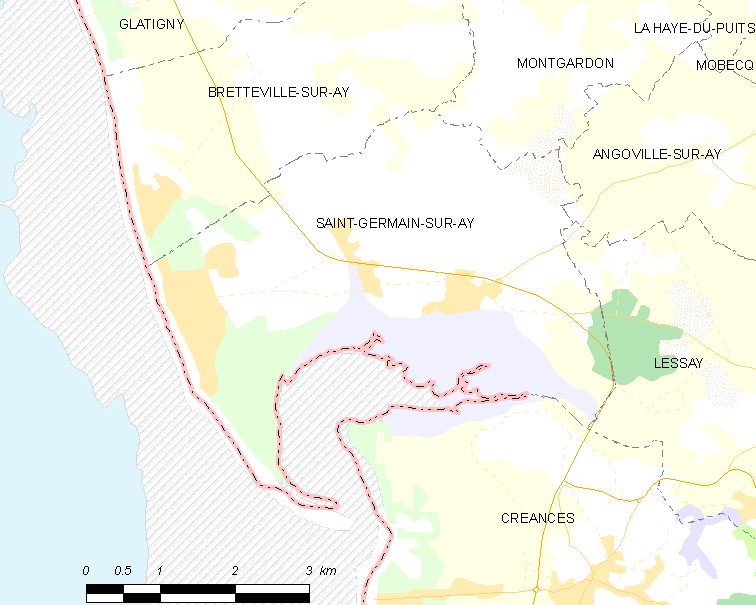
艾河畔圣日耳曼的OSM定位图

## 行政
艾河畔圣日耳曼的邮政编码为50430，INSEE市镇编码为50481。

## 政治
艾河畔圣日耳曼所属的省级选区为克雷昂斯县。

## 人口

1962-2008年间艾河畔圣日耳曼人口变化图示

艾河畔圣日耳曼于2022年1月1日时的人口数量为920人。